# Tigres de libération de l'Îlam tamoul

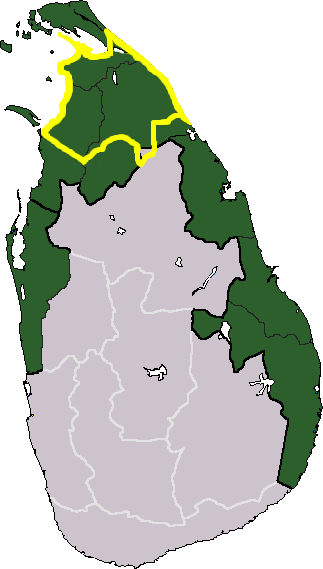
Zone revendiquée (en vert) par les Tigres tamouls et territoire contrôlé de fait (limites approximatives en jaune) au moment du lancement de l'offensive gouvernementale de 2008-2009,.

Le mouvement des Tigres de libération de l'Eelam Tamoul (tamoul : தமிழீழ விடுதலைப் புலிகள், Tamiḻīḻa viṭutalaip pulikaḷ ; anglais : Liberation Tigers of Tamil Eelam), régulièrement abrégé par LTTE, et souvent appelé simplement Tigres tamouls, est une organisation indépendantiste tamoule du Sri Lanka fondée en 1976 et dont le but affiché est l'indépendance de l'Eelam tamoul.
Le chef est Velupillai Prabhakaran, de sa création jusqu'à son décès le 19 mai 2009. Le mouvement demande l’autodétermination et la création d'un État, l'Eelam tamoul, dans le nord-est de l'île.
Le 17 mai 2009, après avoir été encerclés par l'armée srilankaise dans le Nord-Est du pays, les séparatistes tamouls annoncent qu'ils reconnaissent que la guerre civile du Sri Lanka est arrivée à son terme, et disent avoir décidé de cesser le combat, après vingt-sept ans d'un conflit qui a fait entre 70 000 et 100 000 morts.
La LTTE était la seule organisation indépendantiste du XXe siècle à avoir une faction marine (Tigres de mer), une aérienne (Tigres de l'air), et des services secrets (TOSIS).
Le mouvement étant laïc, il regroupait aussi bien des Tamouls sri lankais hindous que chrétiens. Le mouvement est par ailleurs considéré comme ethnique, car il met en avant le nationalisme tamoul, même s'il prétend plutôt mettre en avant des idées socialistes ou communistes.

## Fondation

### Contexte historique
Après l'indépendance du Ceylan britannique, le pays devient un dominion fonctionnant avec le système de Westminster en 1947. La population tamoule étant largement inférieure à celle des Cingalais, les tamouls ont très vite compris qu'ils ne pourraient jamais être représentés dans les pouvoirs législatifs et exécutifs du Pays, surtout sachant que les premières élections ont été truquées. Les urnes ont été remplies de faux bulletins et les tamouls ont été empêchés de voter.
Pendant le Dominion de Ceylan, entre 1947 à 1972, les deux partis politiques majeurs du pays, que sont l'United National Party et le Sri Lanka Freedom Party, ont joué du nationalisme cingalais pour pouvoir gagner les élections législatives du pays. Ces méthodes politiques ont engendré plusieurs massacres de Tamouls : en 1956 à Gal Oya, et en 1958 dans tout le pays.
Le chef des Tigres tamoul, Velupillai Prabhakaran, encore enfant lors de ces événements, est marqué par ceux-ci et répétera plusieurs fois que ses opinions politiques ont été forgées d'après ce qu'il a vu.

### Factions armées des années 1970
Dès le début des années 1970, la population tamoule a compris qu'elle allait subir des répressions grandissantes de la part des Cingalais. La preuve directe de ce sentiment est la création de plus d'une dizaine de groupuscules tamouls de défense, créés par des personnes distinctes, provenant des différentes provinces de l'île.
Ainsi, des groupes comme le PLOTE, TELO, EROS, EPLRF, ENDLF, ENLF (en), et enfin les Tigres tamouls LTTE (entre autres groupuscules moins importants) se forment dans toutes les provinces tamoules du pays pour se protéger des massacres perpétrés par les Cingalais, sachant qu'ils sont protégés par la police et le gouvernement cingalais.
Au fur et à mesure de la guerre, les Tigres tamouls, qui ont une avance technologique et militaire, vont imposer un choix à chacun des groupuscules : soit les membres rejoignent les rangs des Tigres tamouls, soit les membres dissidents sont considérés comme des ennemis.
C'est ainsi que les Tigres tamouls vont :
- Tuer la majorité des membres tamouls du TELO
- Réduire la puissance du groupe paramilitaire du PLOTE, qui devient petit à petit un groupe politique anti-LTTE.
- Diviser le groupe EROS en deux, dont l'aile Bakuraman rejoint les LTTE, et l'aile Shankar Rajee devient un parti politique pro-gouvernemental et anti-LTTE, et se réfugie à Colombo.
- Diviser le groupe EPLRF en deux, dont l'aile Suresh rejoint les LTTE, et l'aile Varathar devient anti-LTTE avant de se faire en partie tuer. Cette branche de l'EPLRF s'allie à la Force indienne de maintien de la paix contre les LTTE.

### Élections législatives de 1977
Les élections législatives de 1977 deviennent un tournant majeur de l'histoire du Sri Lanka. Il faut savoir que le Sri Lanka a un système politique basé sur celui du Royaume uni, le système de Westminster: un parti au pouvoir, un parti d'opposition. Depuis la mise en place de ce système, ces deux positions sont toujours occupées par les deux partis principaux du pays, le parti de droite (l'United National Party) et le parti de gauche (le Sri Lanka Freedom Party).
En 1972, l'ancienne première ministre Sirimavo Bandaranaike a transformé le statut du Dominion de Ceylan en République du Sri Lanka, engendrant un énorme choc économique. Son parti, le Sri Lanka Freedom Party a été boudé aux élections de 1977, ce qui donna un résultat extrême : le parti d'opposition est un parti tamoul, le Tamil United Liberation Front. Cela va attiser la haine des extrémistes cingalais, et va mener à un massacre anti-tamoul à l'échelle nationale qui a causé près de 300 morts. Après cet événement, des milliers de tamouls vont fuir le pays en tant que réfugiés, des milliers d'autres rejoignent les LTTE.
Un autre effet pervers de cette élection est que l'United National Party obtient une super-majorité au parlement, avec plus des deux-tiers des sièges au parlement (140 sur 168), ce qui donne les pleins pouvoirs au premier ministre nouvellement élu Junius Richard Jayewardene. Il instaure alors une nouvelle Constitution en 1978; transfère les pouvoirs exécutifs du poste du Premier ministre à celui de Président; devient ainsi président sans passer par des élections. Avec les pleins pouvoirs, Junius Richard Jayewardene peut modifier la constitution à sa guise, et il ajoute 16 amendements pendant qu'il est au pouvoir, dont le 6e amendement qui rend inconstitutionnel tout parti politique violant l'intégrité du territoire srilankais. Cet amendement rend impossible toutes les négociations de paix jusqu'à la fin de la guerre. Il fait tout pour conserver ce pouvoir total, dont le référendum srilankais de 1982 pour prolonger la durée de ce parlement.

## Histoire

### Guerre de l'Eelam I (1983-1987)
Après plusieurs tentatives pour faire reconnaître les droits de la minorité tamoule par le gouvernement cinghalais, ils prirent les armes en 1983, au début de la militarisation du conflit. Malgré les différences d'estimation au sujet du nombre d'attaques suicides (entre 168 et 239 commises entre 1987 et 2006), les spécialistes s'accordent à dire que le LTTE est le groupe ayant utilisé le plus fréquemment cette arme dans le monde. Une unité spéciale, les « Tigres noirs », qui recrute les meilleurs soldats du groupe, hommes et femmes confondus, (un tiers des attentats-suicides organisés par le LTTE seraient effectués par des femmes), est chargée des attentats-suicides. Les membres de cette unité sont volontaires. Ces personnes volontaires passent par des tests d'aptitude physique, émotionnelle et psychologique avant d'être finalement admis en tant que Tigre Noir.

### Tentatives de paix (2002-2005)
Après plusieurs années de guerre civile et d'embargo économique dans la partie nord de l'île (région de Jaffna), le pays est entré entre 2002 et 2005 dans une période dite de « post-conflit ». Le LTTE a modéré ses exigences et recherche une autonomie économique et politique dans le cadre de l'État sri lankais, déclarant que l'approche militaire n'est pas une bonne méthode pour atteindre ses buts. Seuls deux attentats-suicides ont été effectués durant cette période (en 2004 et en avril 2006 à Colombo), la pression internationale étant peut-être l'une des causes de cette modération relative de l'organisation. La trêve a cependant été rompue en décembre 2005. Fin 2007, on dénombrait plus de 5 000 morts dus au conflit.

### Guerre de l'Eelam IV (2005-2009)
De septembre 2006 à octobre 2007, la marine du Sri Lanka coule en haute mer les huit navires-dépôts constituant la base arrière logistique du mouvement. Cette destruction a marqué le véritable tournant d’une guerre qui déchirait le pays depuis plus de trente ans. Dépendant de la mer en raison de l’insularité du pays, les Tigres tamoul perdent les capacités d’approvisionnement. Cela se traduit par l’affaiblissement rapide de sa flotte armée, privée de la logistique indispensable et incapable de poursuivre une course à la supériorité technologique, puis la prise de contrôle progressive de la mer par la marine srilankaise et enfin la défaite inéluctable des forces terrestres du LTTE en raison de la pénurie en vivres, armes et munitions.

### Combats de 2009
En 2009, les forces du LTTE ont été acculées par l'armée gouvernementale et ont perdu toutes les villes qu'elles contrôlaient. Entre 15 000 et 20 000 civils étaient encerclés dans la zone de combat selon les autorités locales, jusqu'à 50 000 selon l'ONU ; après avoir perdu leur accès à la mer le 16 mai (accès vital pour l'approvisionnement), ils annoncent qu'ils cessent le combat et déposent les armes le 17 mai 2009. Le 18 mai 2009, Velupillai Prabhakaran, dirigeant historique de l'organisation, est donné pour mort, probablement tué dans une embuscade de l'armée srilankaise. Sont également retrouvés les cadavres de plusieurs hauts responsables de la rébellion.

### L'après-guerre
Selvarasa Pathmanathan (en), plus connu sous ses initiales K.P., responsable de l'approvisionnement en armements du mouvement tamoul, a pris la succession de Velupillai Prabhakaran le 22 juillet 2009. Vivant hors du Sri Lanka et recherché par Interpol pour trafic d'armes, il a été arrêté le 5 août 2009 en Malaisie avant d'être transféré à Colombo le 7 août. L'Armée populaire de libération du Sri Lanka, composée de 300 membres issus des Tigres de libération de l'Îlam tamoul, chercherait à reprendre le combat.

## Divisions

### Marine (Sea Tigers)
Cette guérilla est l'une des très rares à avoir une marine de guerre. Cette branche est nommée « Tigres de mer » (Sea Tigers). Des batailles navales ont eu lieu assez régulièrement pour le contrôle des voies d'approvisionnement de l'île.
Le LTTE est également la première organisation indépendantiste à avoir développé des submersibles, bien que leur utilisation au combat ne semble pas avoir été constatée.

### Commando suicide (Black Tigers)

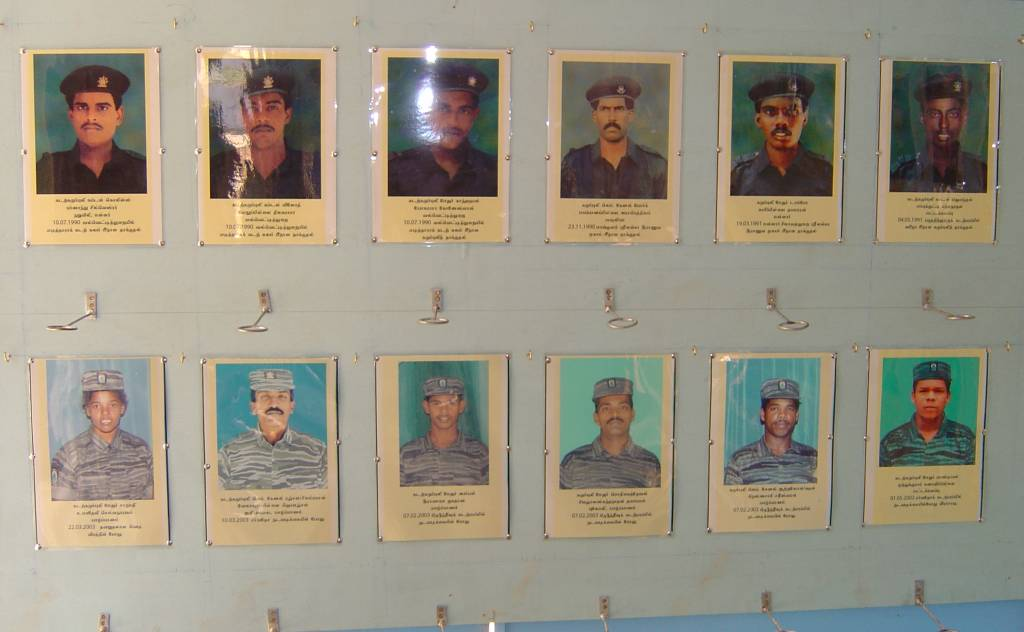
Tableau commémorant (dans une logique de martyre) les membres de leur commando, les Tigres noirs, spécialisés dans les attentats-suicides.

### Recrutement d'enfants-soldats
LTTE compte dans ses effectifs des enfants soldats, les milices paramilitaires en ayant également recruté.
L'utilisation dans le LTTE des enfants en tant que troupes de première ligne a été démontrée quand 25 enfants soldats de première ligne âgés entre 13 et 17 ans se sont rendus aux forces srilankaises.
Sous la pression internationale, les LTTE renoncèrent publiquement au recrutement d'enfants soldats en juillet 2003 mais l'Unicef et Human Rights Watch les accusèrent d'avoir renié leur promesse et d'enrôler des enfants rendus orphelins par le tsunami de 2004. Des civils se sont également plaint que les Tigres tamouls enlevaient des enfants pour en faire des soldats. Lors des deux premières années du cessez-le-feu (2002-2004), trois fois plus d'enfants-soldats ont rejoint la formation des LTTE.
L'Unicef déclarait d'ailleurs que 315 enfants soldats ont rejoint la LTTE entre avril et décembre 2006. Selon l'Unicef, le nombre d'enfants soldats qui ont rejoint la LTTE depuis 2001 s'élevait à 5 794,; environ 6 900 auraient rejoint l'organisation de 2002 à 2009 .

## Méthodologie
Dès le début des années 1980, ses militants gardent sur eux des capsules de cyanure afin de se suicider en cas de capture, ce qui aurait facilité le passage, en 1987, à l'attentat-suicide, systématisé par l'organisation qui est la seule à entraîner de façon durable et permanente des militants exclusivement à cette fin.

## Liste d'attentats des Tigres tamouls
De 1987 à 2006, on évalue le nombre d'attentats-suicides des Tigres Tamouls à un chiffre allant de 168 à 239. Entre 1980 et 2001, les Tigres Tamouls ont été responsables de 75 des 186 attentats-suicides dans le monde.
- 3 mai 1986 : À l'aéroport de Colombo, une bombe explose dans un avion (22 morts, 23 blessés).

- 5 juillet 1987 : Attentat au camion piégé dans un camp militaire, dans la péninsule de Jaffna. Revendiqué par les Tigres Tamouls, c'est leur premier attentat-suicide, effectué par Vallipuram Vasanthan, de la brigade des Tigres noirs. Dix-huit morts[21]. Le 5 juillet est désormais un jour de commémoration pour le LTTE (« Black Tiger Day »[22]).

- Du 12 juillet 1990 au 8 novembre 1994 : quatorze attentats-suicides perpétrés par le LTTE[21], dont celui du 21 mai 1991 (attentat de Sriperumbudur), commis par Kalaivani Rajaratnam dans les environs de Chennai (Inde) et qui coûte la vie à Rajiv Gandhi et 12 autres personnes[23], et celui du 1er mai 1993 qui tue le président sri-lankais Ranasinghe Premadasa et 39 autres personnes.

- Du 18 avril 1995 au 23 octobre 2000 : cinquante-quatre attentats-suicides[21], dont celui qui vise la banque centrale, le 31 janvier 1996, et fait plus de 50 morts et près de 1 400 blessés[24],[25], ou encore l'attentat contre le Temple de la Dent en 1998.

- Du 24 juillet 2001 au 15 novembre 2001 : 6 attentats-suicides[21], dont l'attaque du 24 juillet 2001, par 14 kamikazes tamouls, de la base aérienne militaire de Colombo[23].
- 26 mars 2006 : la LTTE entame sa première attaque aérienne en attaquant par 2 de ses avions la partie militaire de l'aéroport Bandarnayaka de Colombo.
- 16 octobre 2006 : Attentat-suicide du LTTE, qui tue au moins 102 soldats[26] (cf. 2006 Digampathana bombing).

- 24 avril 2008 : 25 personnes sont tuées et 20 sont blessées dans un attentat à Columbo[27].

- 20 février 2009 : L'armée srilankaise tire sur deux avions pilotés par des kamikazes du LTTE et remplis d'explosifs, une attaque-suicide qui visait une base militaire aérienne et le QG des forces aériennes srilankaises. Quatre personnes, dont les deux pilotes-kamikazes, meurent[28].

## Galerie

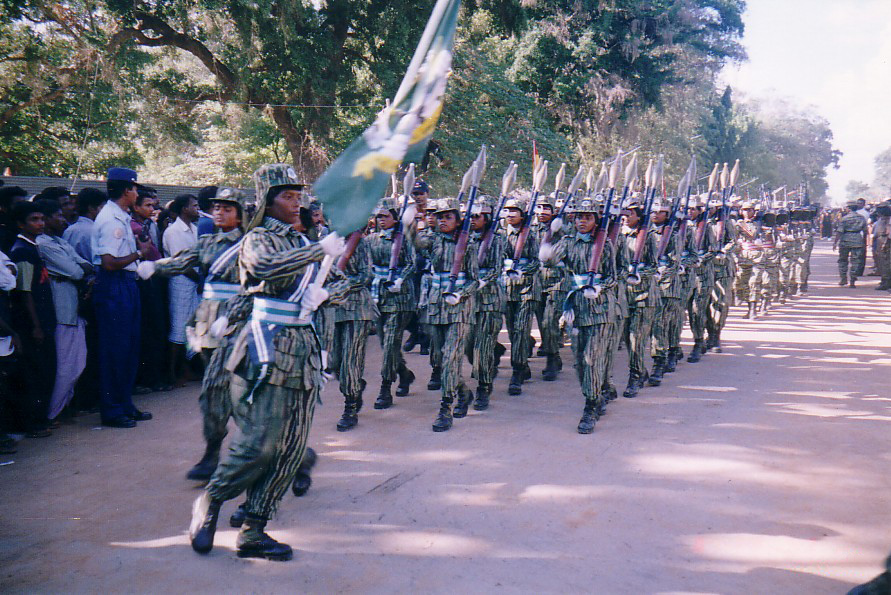
Défilé d'une unité féminine des Tigres tamouls en 2002. Ces femmes sont équipées de RPG-7.
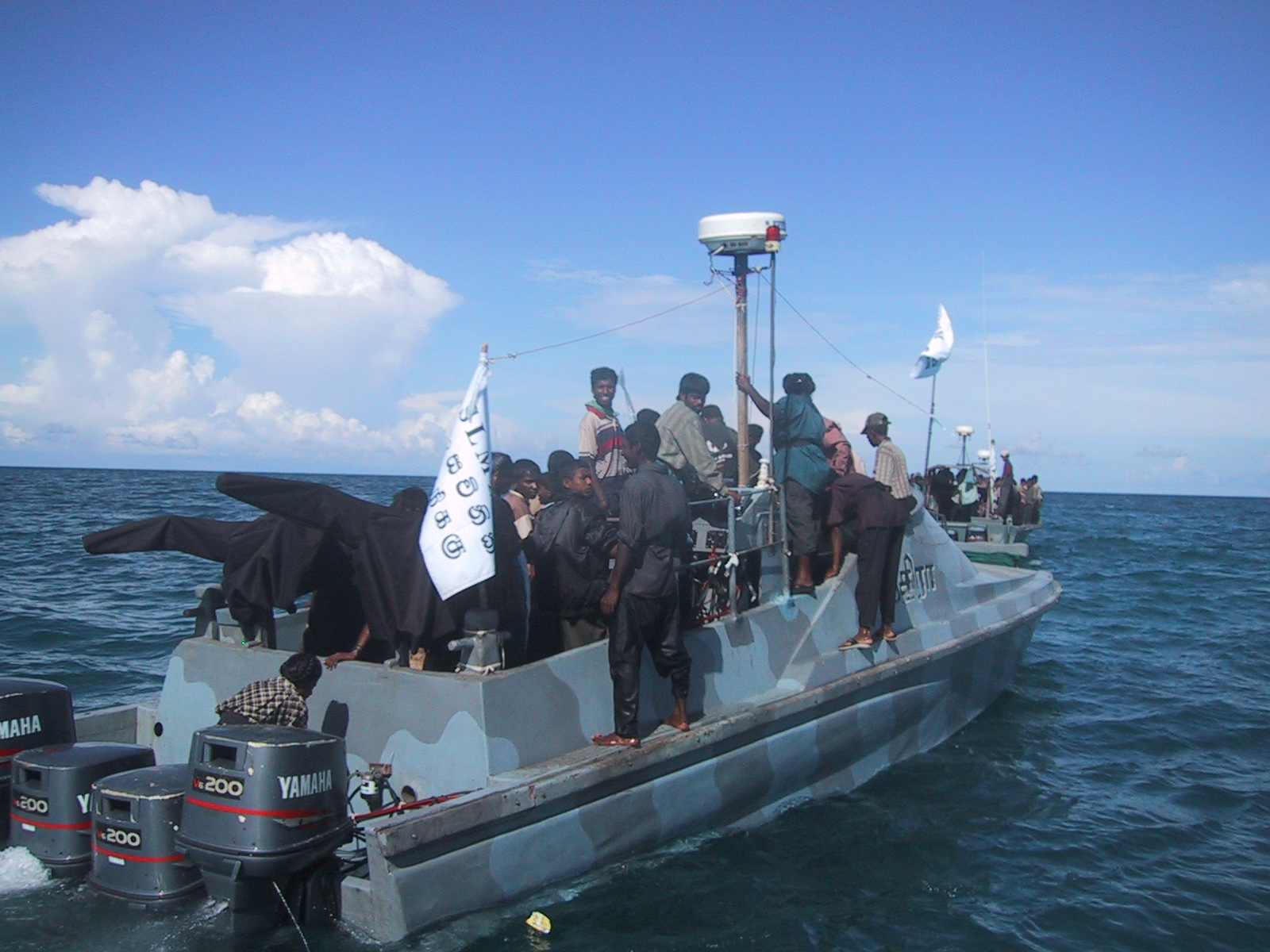
Vedette des « Sea Tigers » des Tigres tamouls, 2003.
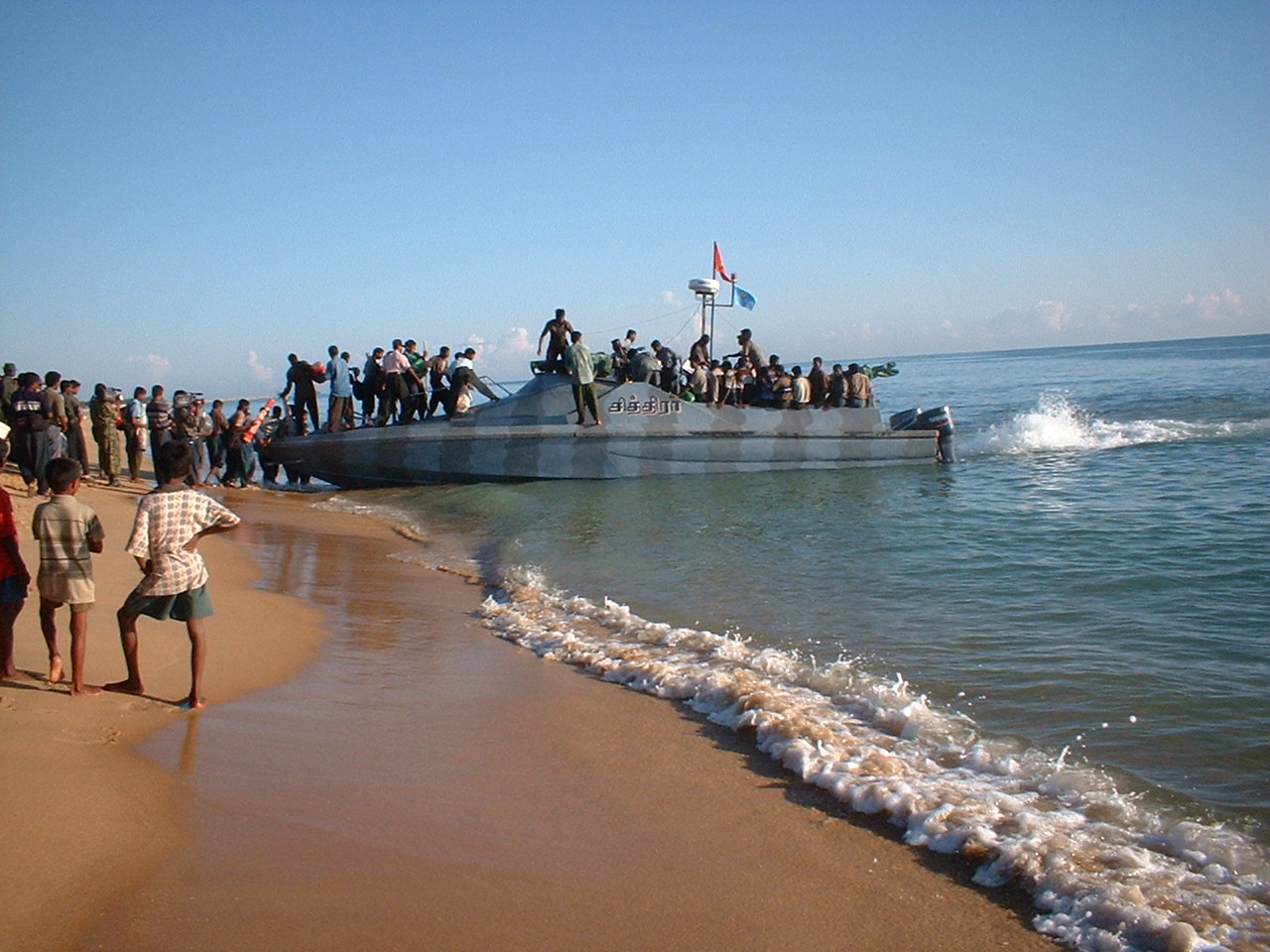
Embarquement de cadres du mouvement, 2003.
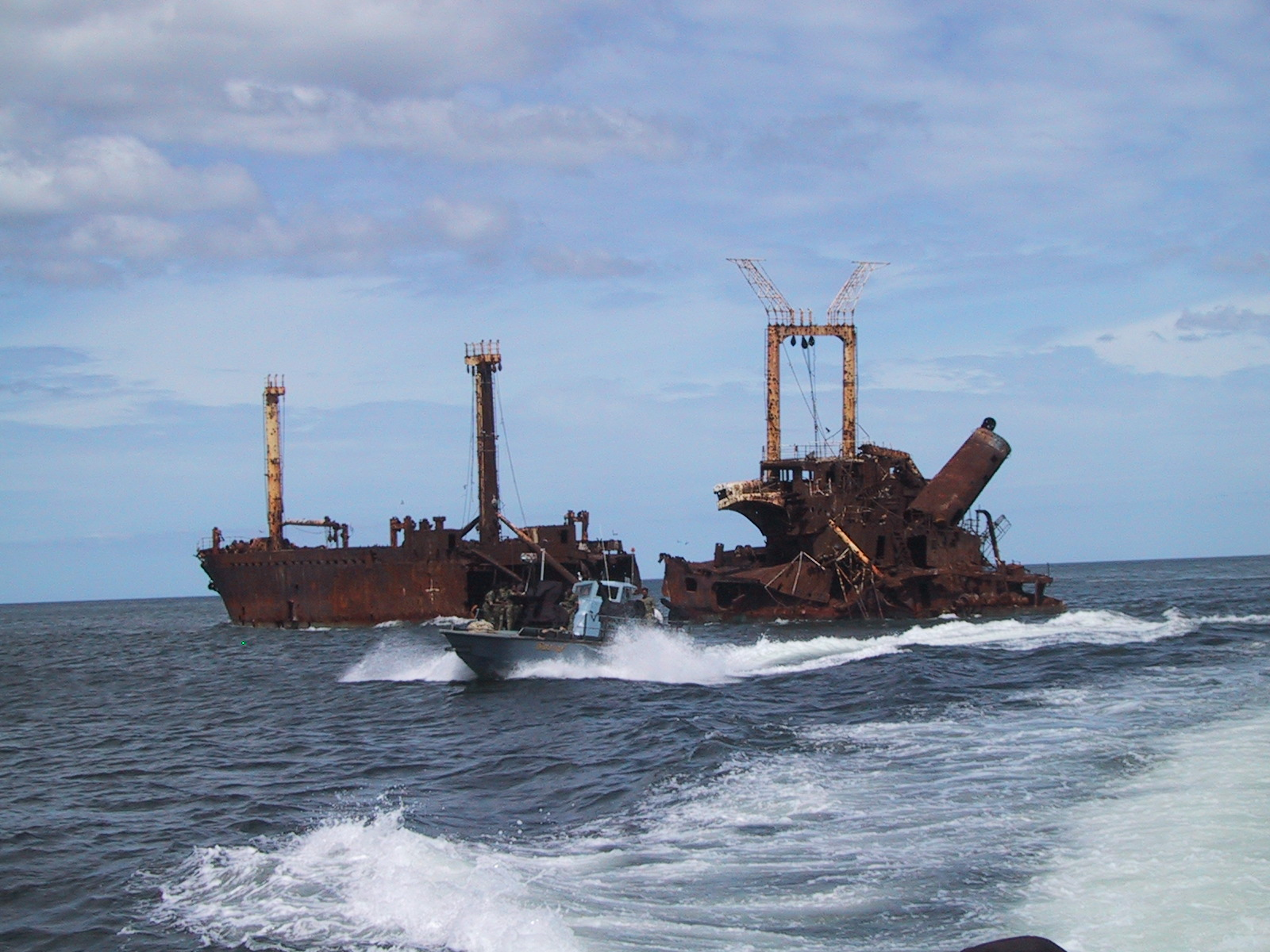
Vedette des Tigres tamouls devant l'épave d'un navire srilankais, 2003.
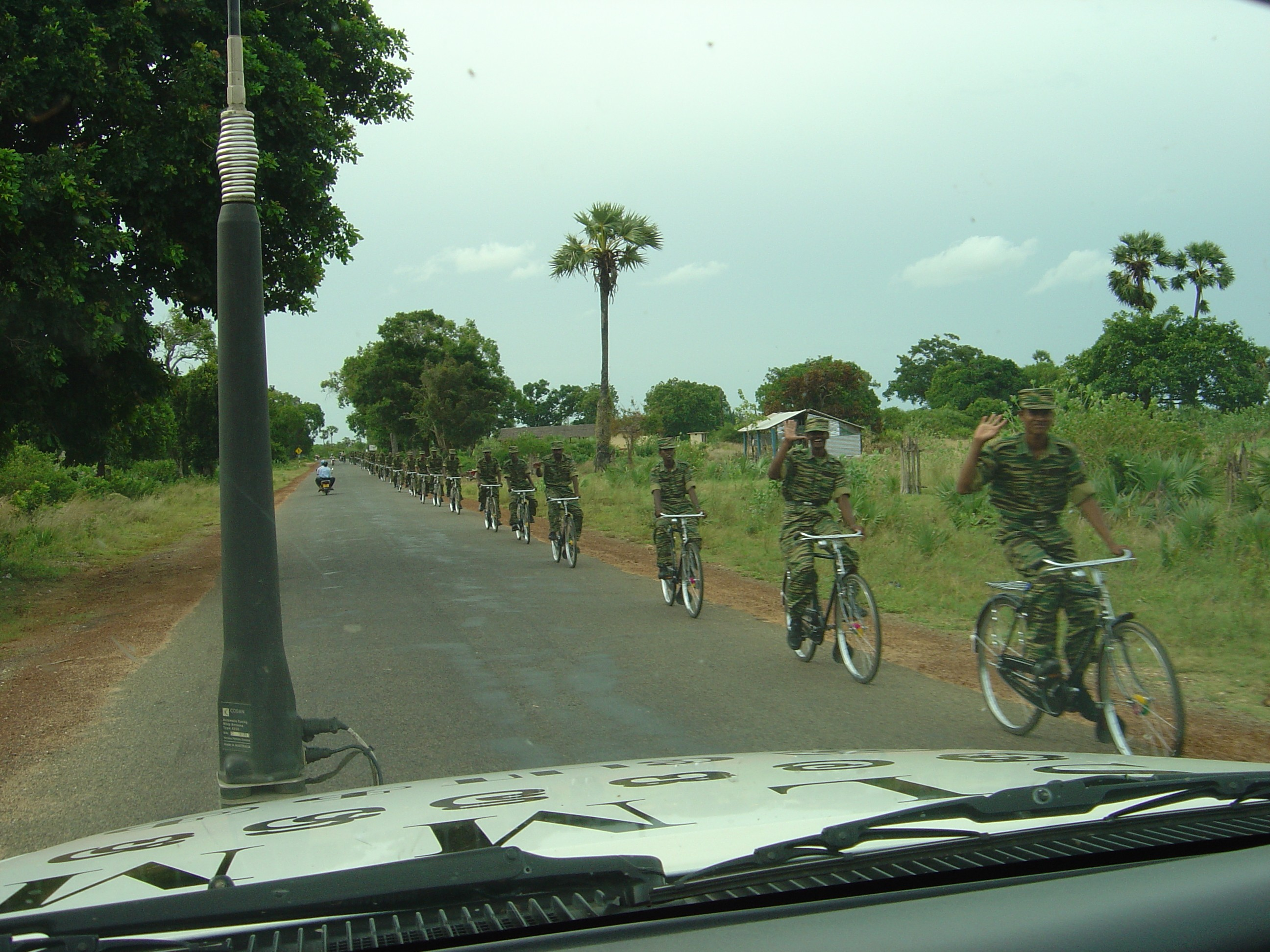
Section des LTTE à vélo, 2004.
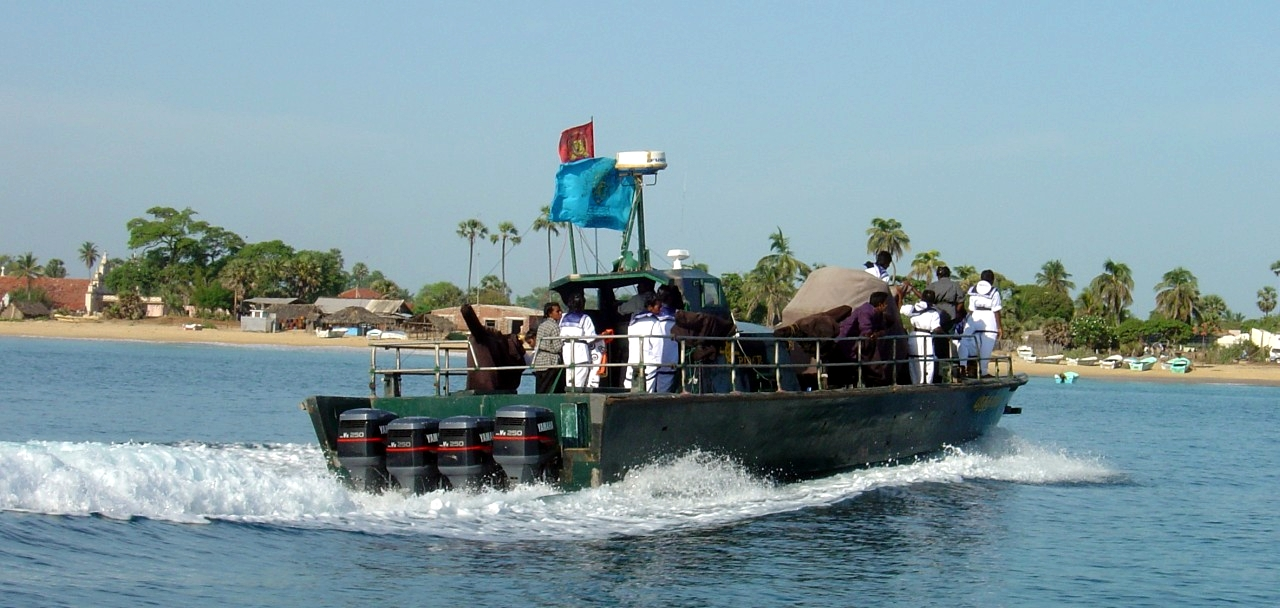
Vedette rapide des Tigres tamouls, 2004.
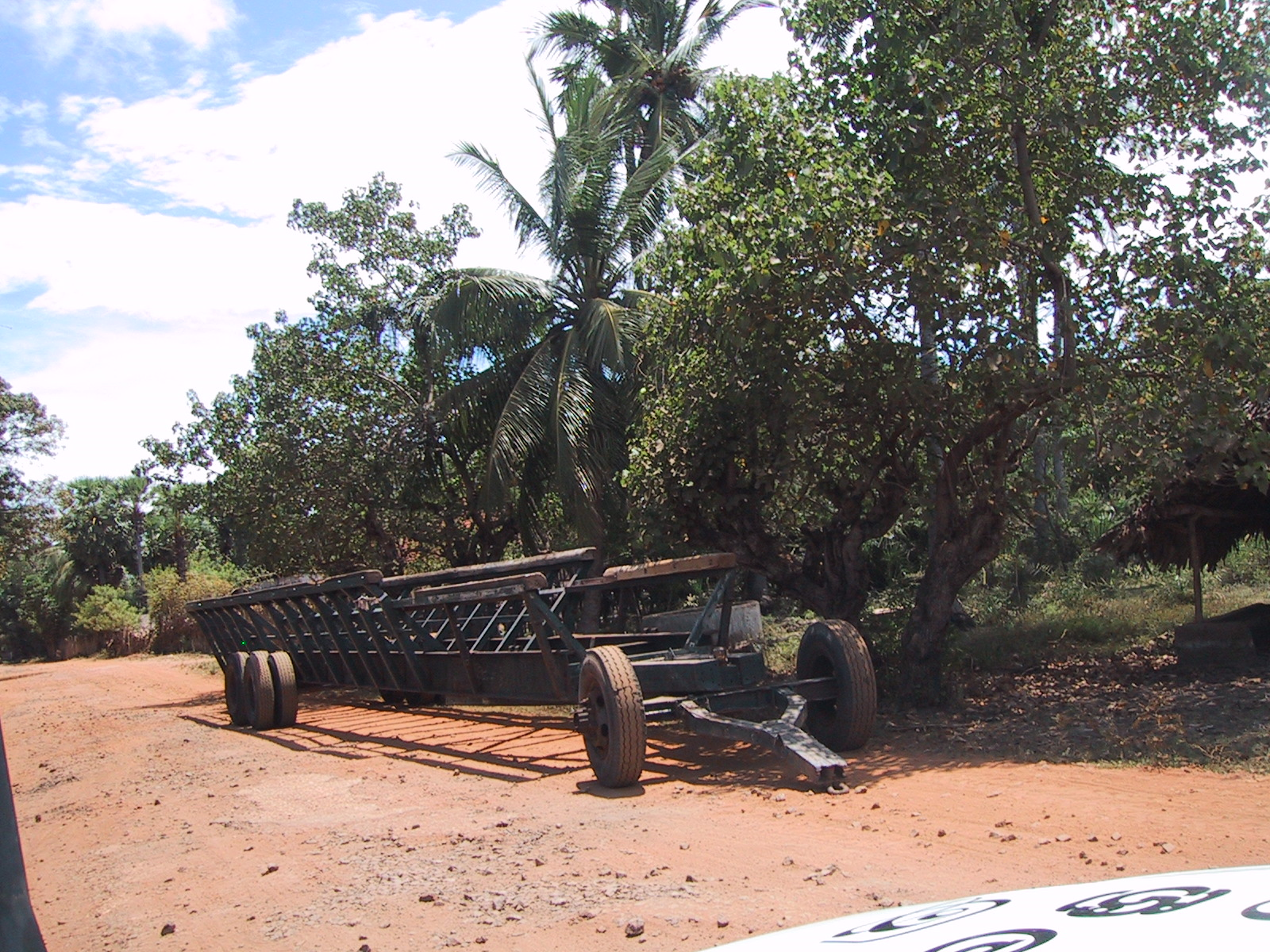
Remorque de vedettes des Tigres tamouls, 2003.
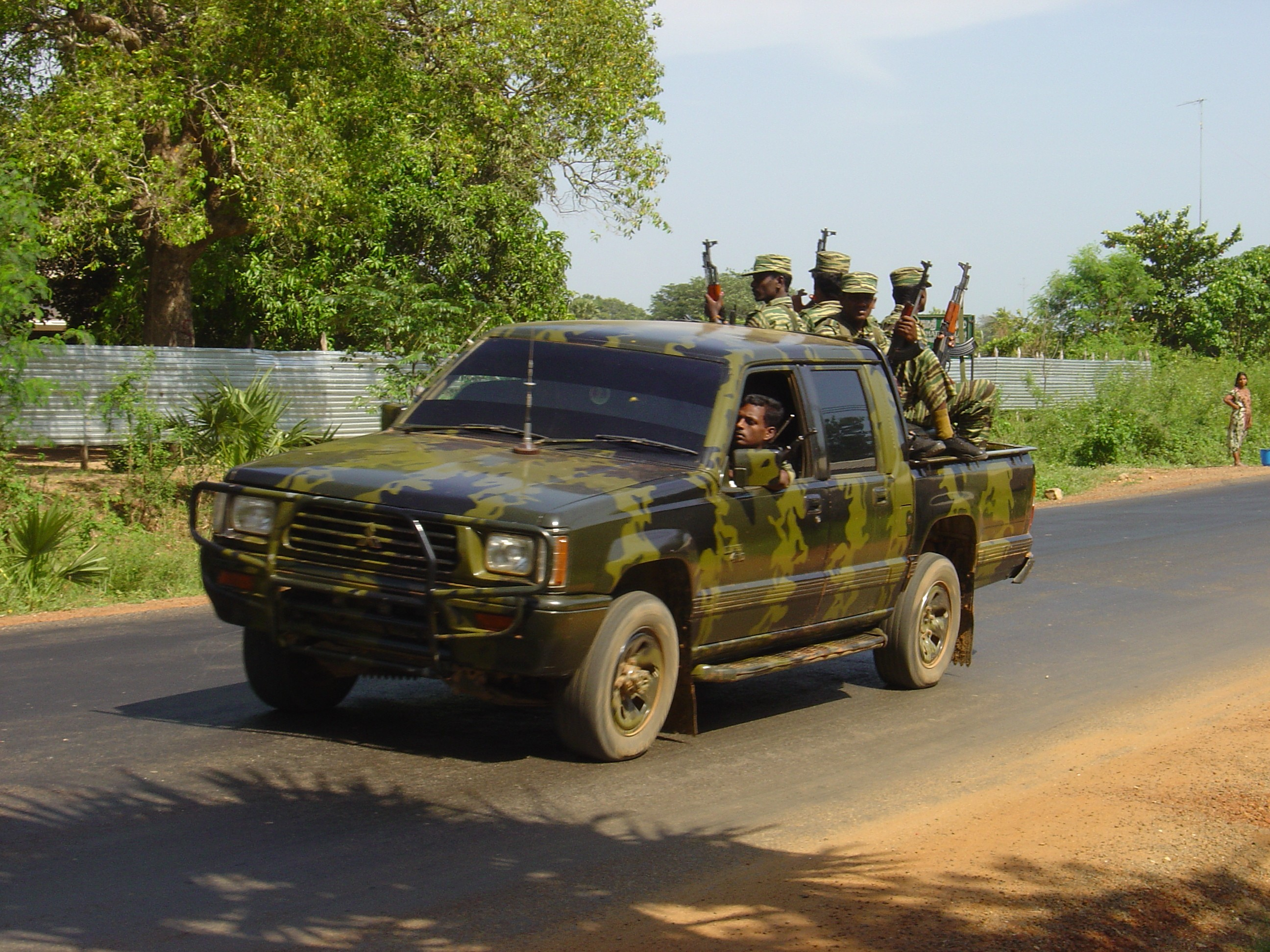
Soldats des Tigres tamouls en 4X4, 2004.